# يوهانا ماير
يوهانا ماير (بالإنجليزية: Johanna Meier)‏ هي مغنية أوبرا ومغنية أمريكية، ولدت في 13 فبراير 1938.

## وصلات خارجية
- يوهانا ماير على موقع ميوزك برينز (الإنجليزية)